# Llista d'episodis de Misfits
La sèrie de televisió anglesa Misfits consta de quatre temporades de sis, set, vuit i vuit capítols respectivament. Al Regne Unit, la sèrie va començar el 12 de novembre de 2009 i va acabar l'11 de desembre de 2013 després de cinc temporades.
Les tres primeres temporades de la sèrie van ser doblades al català per Televisió de Catalunya, i emeses pel canal 3XL, on fou estrenada el 13 de gener del 2011.

## Temporades
| Temporada | Temporada | Episodis | Emissió original (Regne Unit)       | Emissió en català              | Emissió en català |
| --------- | --------- | -------- | ----------------------------------- | ------------------------------ | ----------------- |
|           | 1         | 6        | 12 novembre 2009 - 17 desembre 2009 | 13 gener 2011 - 17 febrer 2011 |                   |
|           | 2         | 7        | 11 novembre 2010 - 19 desembre 2010 | 24 febrer 2011 - 7 abril 2011  |                   |
|           | 3         | 8        | 30 octubre 2011 - 18 desembre 2011  | 23 gener 2012 - 12 març 2012   |                   |
|           | 4         | 8        | 28 octubre 2012 - 16 desembre 2012  | --                             |                   |
|           | 5         | 8        | 23 octubre 2013 - 11 desembre 2013  | --                             |                   |

## Llista d'episodis

### Primera temporada
| # | # | Títol en català | Director   | Guionistes     | Data d'estrena al Regne Unit | Data d'estrena a Catalunya |
| 1 | 1 | Capítol 1       | Tom Green  | Howard Overman | 12 de novembre de 2009       | 13 de gener de 2011        |
| En Nathan, la Kelly, en Curtis, l'Alisha i en Simon són el grup de «Misfits». Quan fan els seus treballs comunitaris cau una tempesta elèctrica sobre el cel de Londres. Des de llavors la seva vida canviarà radicalment. Alguna cosa d'allò més inexplicable ha succeït amb aquesta tempesta. |   |                 |            |                |                              |                            |
| |   |                 |            |                |                              |                            |
| 2 | 2 | Capítol 2       | Tom Green  | Howard Overman | 19 de novembre de 2009       | 20 de gener de 2011        |
| Els dies des que va aparèixer la tempesta van passant i nous personatges afectats per aquell estrany succés van apareixent a la vida dels nois de "Misfits". Un home que es torna gos, una senyora gran que es torna jove... qualsevol cosa que algú es pugui imaginar. |   |                 |            |                |                              |                            |
| |   |                 |            |                |                              |                            |
| 3 | 3 | Capítol 3       | Tom Harper | Howard Overman | 26 de novembre de 2009       | 27 de gener de 2011        |
| Després de la tempesta estan passant coses molt estranyes. Per a tots menys per en Nathan, que no aconsegueix saber quin poder ha adquirit. Les coses per als nois es posen complicades quan veuen que al pont on van amagar els cadàvers estan construint una estació de control mediambiental. |   |                 |            |                |                              |                            |
| |   |                 |            |                |                              |                            |
| 4 | 4 | Capítol 4       | Tom Green  | Howard Overman | 3 de desembre de 2009        | 3 de febrer de 2011        |
| Avui descobrirem més a fons el poder d'en Curtis i, de retruc, ens ajudarà a conèixer una mica més la resta de personatges, però sobretot ens endinsarem a la història d'en Nathan. Sabrem per què fa treballs comunitaris i quina és la relació amb el seu pare real. |   |                 |            |                |                              |                            |
| |   |                 |            |                |                              |                            |
| 5 | 5 | Capítol 5       | Tom Harper | Howard Overman | 10 de desembre de 2009       | 10 de febrer de 2011       |
| L'estranya relació entre la Sally i en Simon sembla que va endavant. Però no com en Simon creia, sinó que tot ha estat una estratègia de la Sally per esbrinar qui va matar el seu promès. Quan en Simon s'adoni de l'engany, les conseqüències seran fatals. D'altra banda, la relació entre en Nathan i la Kelly sembla que cada dia és més fluida. Fins i tot el noi més rebel de "Misfits" necessita algú a qui revelar els seus secrets.                               |   |                 |            |                |                              |                            |
| |   |                 |            |                |                              |                            |
| 6 | 6 | Capítol 6       | Tom Harper | Howard Overman | 17 de desembre de 2009       | 17 de febrer de 2011       |
| Acaba la primera temporada de "Misfits" amb un capítol trepidant que guarda una gran sorpresa final, es descobrirà el poder ocult d'en Nathan, l'únic dels nois que encara no coneixia els efectes de la tempesta. Tots els protagonistes acabaran en mans d'una espècie de secta que canvia les personalitats de les persones. Només en Nathan i en Simon en quedaran al marge i la seva missió serà acabar amb aquesta maquiavèl·lica organització que amenaça els joves. |   |                 |            |                |                              |                            |
| |   |                 |            |                |                              |                            |

### Segona temporada
| # | # | Títol en català   | Director    | Guionistes     | Data d'estrena al Regne Unit | Data d'estrena a Catalunya |
| 7 | 1 | Capítol 1         | Tom Green   | Howard Overman | 11 de novembre de 2010       | 24 de febrer de 2011       |
| En aquesta segona temporada els joves superherois protagonistes continuen propagant el caos per allà on van. Ser un superheroi mai no és fàcil, però ser un superheroi que no vol tenir cap superpoder és encara més dur. Aquesta és la vida del grup d'inadaptats protagonistes de Misfits. |   |                   |             |                |                              |                            |
| |   |                   |             |                |                              |                            |
| 8 | 2 | Capítol 2         | Tom Green   | Howard Overman | 18 de novembre de 2010       | 3 de març de 2011          |
| A poc a poc van apareixent a la trama noves persones amb poders, gent que després de la tempesta ha adquirit quelcom especial. Però no seran les úniques novetats d'aquest episodi, que guanyarà un nou protagonista per a la trama: el germà d'en Nathan. Això sí, les conseqüències de tot plegat seran fatals. |   |                   |             |                |                              |                            |
| |   |                   |             |                |                              |                            |
| 9 | 3 | Capítol 3         | Tom Green   | Howard Overman | 25 de novembre de 2010       | 10 de març de 2011         |
| Avui per fi traurem la màscara a aquest personatge misteriós que protegeix els cinc nois des que van començar els estranys succesos. La sorpresa serà que darrere l'envoltori negre s'hi amaga una cara ben coneguda per tots, això sí, només l'Alisha ho sabrà. D'altra banda, la relació entre la Kelly i en Nathan no sembla que vagi per gaire bon camí. |   |                   |             |                |                              |                            |
| |   |                   |             |                |                              |                            |
| 10 | 4 | Capítol 4         | Owen Harris | Howard Overman | 2 de desembre de 2010        | 17 de març de 2011         |
| La segona temporada de "Misfits" no para d'incorporar nous personatges. En aquesta ocasió un nou company dels serveis comunitaris acabarà sent molt més decisiu per l'esdevenir de la història del que semblava de bon principi. Tot això regat amb una trama en què agafen protagonisme els videojocs de plataforma per deixar un episodi trepidant que ens acosta lentament al final de la segona temporada de la sèrie.                                      |   |                   |             |                |                              |                            |
| |   |                   |             |                |                              |                            |
| 11 | 5 | Capítol 5         | Owen Harris | Howard Overman | 9 de desembre de 2010        | 24 de març de 2011         |
| La segona temporada de Misfits ha passat l'equador, i ara, per fi, els sentiments dels seus protagonistes estan cada dia més a flor de pell. Un episodi ple d'emocions i noves experiències per a en Simon o la Kelly. També per a l'Alisha, que sembla que no és la mateixa després de totes les coses que li van passar al capítol anterior. |   |                   |             |                |                              |                            |
| |   |                   |             |                |                              |                            |
| 12 | 6 | Capítol 6         | Owen Harris | Howard Overman | 16 de desembre de 2010       | 31 de març de 2011         |
| Finalment i després de totes aquestes setmanes, els nois acaben amb els serveis comunitaris, però abans viuran una experiència que mai havien somiat. Seran famosos i tractats de superherois. Malgrat l'eufòria inicial, la cosa no anirà com els inadaptats esperaven. |   |                   |             |                |                              |                            |
| |   |                   |             |                |                              |                            |
| 13 | 7 | Especial de Nadal | Tom Harper  | Howard Overman | 19 de desembre de 2010       | 7 d'abril de 2011          |
| Falta una setmana per Nadal, els nostres protagonistes han acabat el servei a la comunitat i miren de guanyar-se la vida en el món real. Aquesta és la situació en el capítol especial de Misfits, que tanca la segona temporada de la sèrie. La Kelly treballa netejant carrers, en Nathan fa de Santa Claus i reparteix publicitat, en Curtis continua sortint amb la Nikki i treballa en un bar amb l'Alisha, i en Simon es dedica a practicar el "parkour". |   |                   |             |                |                              |                            |
| |   |                   |             |                |                              |                            |

### Tercera temporada
| # | # | Títol en català | Director                          | Guionistes     | Data d'estrena al Regne Unit | Data d'estrena a Catalunya |
| - | 0 | Vegas Baby!     | Jonathan van Tulleken             | Howard Overman | 15 de setembre de 2011       | 13 de gener de 2012        |
| Episodi que serveix de preludi de la tercera temporada de "Misfits" i serveix per acomiadar el personatge d'en Nathan. |   |                 |                                   |                |                              |                            |
| |   |                 |                                   |                |                              |                            |
| 14 | 1 | Capítol 1       | Wayne Che Yip i Alex Garcia Lopez | Howard Overman | 30 d'octubre de 2011         | 23 de gener de 2012        |
| Els primers dies de servei comunitari d'en Rudy estan sent més durs del que es pensava. Tot just s'acostuma a les corredisses, els crits i les morts. Però aquesta no és la preocupació més gran. D'entrada, el més important per a ell és aconseguir que el seu superpoder continuï sent un secret. La resta del grup també intenta adaptar-se als nous poders que els ha donat en Seth, el misteriós traficant. Entre zombis, fantasmes i canvis de sexe, la cosa està més moguda que mai. |   |                 |                                   |                |                              |                            |
| |   |                 |                                   |                |                              |                            |
| 15 | 2 | Capítol 2       | Wayne Che Yip i Alex Garcia Lopez | Howard Overman | 6 de novembre de 2011        | 30 de gener de 2012        |
| Atabalat per la direcció que ha agafat la seva vida i veient que encara té prohibit practicar l'atletisme, en Curtis ha decidit fer servir el seu poder per canviar de sexe per tornar a competir. Poc es pensava, per això, que en la seva forma femenina acabaria penjant-se de l'Emma, una de les atletes. El problema ara és que no li pot confessar la seva veritable identitat... I que hi ha una altra persona que s'ha fixat en Curtis-noia.                                         |   |                 |                                   |                |                              |                            |
| |   |                 |                                   |                |                              |                            |
| 16 | 3 | Capítol 3       | Will Sinclair                     | Howard Overman | 13 de novembre de 2011       | 6 de febrer de 2012        |
| En Simon, amb el seu afany per canviar el destí convertint-se en un superheroi, ha evitat que atraquessin un "friqui" dels còmics que es diu Peter. Aviat l'amistat entre ells dos acabarà sent una obsessió per a en Peter i posarà en perill totes les coses que realment li importen a en Simon. Avui en Simon acabarà descobrint els sacrificis que cal fer per convertir-se en un superheroi de veritat, que ha d'estar disposat fins i tot a morir per allò en què creu.               |   |                 |                                   |                |                              |                            |
| |   |                 |                                   |                |                              |                            |
| 17 | 4 | Capítol 4       | Wayne Che Yip i Alex Garcia Lopez | Howard Overman | 20 de novembre de 2011       | 13 de febrer de 2012       |
| Un jueu que té l'anterior poder d'en Curtis fa un viatge en el passat per intentar matar l'Adolph Hitler, però un petit error fa que els nazis acabin guanyant la Segona Guerra Mundial. En el present, els nazis han envaït Anglaterra i fan servir en Seth per localitzar les persones amb poders per entregar-los als oficials d'alta graduació. En Simon ha estat reclutat pels nazis i en Curtis forma part de la resistència.                                                          |   |                 |                                   |                |                              |                            |
| |   |                 |                                   |                |                              |                            |
| 18 | 5 | Capítol 5       | Will Sinclair                     | Jon Brown      | 27 de novembre de 2011       | 20 de febrer de 2012       |
| Mentre feia un servei comunitari en un hospital, la Kelly s'ha quedat atrapada dins del cos de la Jen, una pacient en estat de coma. La Jen, amb el cos de la Kelly, aconsegueix fugir de l'hospital per retrobar-se amb el que era el seu nòvio. Quan la colla se n'adoni, es veuran obligats a maquinar un pla perquè les dues noies es tornin a intercanviar el cos, abans que desconnectin la Kelly del respirador artificial.                                                           |   |                 |                                   |                |                              |                            |
| |   |                 |                                   |                |                              |                            |
| 19 | 6 | Capítol 6       | Jonathan van Tulleken             | Jon Brown      | 4 de desembre de 2011        | 27 de febrer de 2012       |
| Després de passar una nit amb una desconeguda amb poders, en Rudy descobreix que ha contret una malaltia de transmissió sexual horripilant. En Curtis té problemes amb el seu poder de canvi de sexe i, a més de no poder tornar a la forma masculina, podria haver-se quedat embarassat. D'altra banda, en Seth per fi trobarà el poder que feia tant de temps que buscava. |   |                 |                                   |                |                              |                            |
| |   |                 |                                   |                |                              |                            |
| - | - | Erazer          | Al Mackay                         | Chris Coghill  | 4 de desembre de 2011        | 12 de març de 2012         |
| |   |                 |                                   |                |                              |                            |
| |   |                 |                                   |                |                              |                            |
| 20 | 7 | Capítol 7       | Will Sinclair                     | Howard Overman | 11 de desembre de 2011       | 5 de març de 2012          |
| En Seth, que per fi ha trobat el poder de tornar la vida als morts, l'ha fet servir per ressuscitar la Shannon, la seva difunta nòvia. Aviat, però, s'adonaran que aquest nou poder té uns efectes secundaris que no s'esperaven: la Shannon s'ha convertit en una zombi que s'alimenta de sang. En Seth, que de fet continua enamorat de la Kelly, veu clar que la solució passa per matar la Shannon, abans que creï tot un exèrcit de zombis!                                             |   |                 |                                   |                |                              |                            |
| |   |                 |                                   |                |                              |                            |
| 21 | 8 | Capítol 8       | Jonathan van Tulleken             | Howard Overman | 18 de desembre de 2011       | 12 de març de 2012         |
| Un paio que es fa passar per mèdium amb un nou superpoder ha començat a invocar cares conegudes del passat de la colla del centre social, com la Sally i en Tony, els dos supervisors que van assassinar. És evident que les ànimes d'aquests difunts han tornat del món dels morts amb motius obscurs i cada cop més perillosos. L'únic que pot salvar la colla d'aquesta amenaça és en Simon, que avui descobrirà el seu destí final.                                                      |   |                 |                                   |                |                              |                            |
| |   |                 |                                   |                |                              |                            |

### Quarta temporada
| #  | # | Títol                   | Director              | Guionistes     | Data d'estrena al Regne Unit | Data d'estrena a Catalunya |
| 22 | 1 | The Money Virus         | Nirpal Bhogal         | Howard Overman | 28 d'octubre de 2012         | -                          |
| 23 | 2 | Dog's Life              | Nirpal Bhogal         | Howard Overman | 4 de novembre de 2012        | -                          |
| 24 | 3 | Bad Boys                | Nirpal Bhogal         | Howard Overman | 11 de novembre de 2012       | -                          |
| 25 | 4 | In the skin of another  | Jonathan van Tulleken | Howard Overman | 18 de novembre de 2012       | -                          |
| 26 | 5 | Life is only one thread | Jonathan van Tulleken | Howard Overman | 25 de novembre de 2012       | -                          |
| 27 | 6 | Hunting Picture         | Jonathan van Tulleken | Jon Brown      | 2 de desembre de 2012        | -                          |
| 28 | 7 | Identity disorders      | Dusan Lazarevic       | Jon Brown      | 9 de desembre de 2012        | -                          |
| 29 | 8 | The price to pay        | Dusan Lazarevic       | Howard Overman | 16 de desembre de 2012       | -                          |

### Cinquena temporada
| #  | # | Títol                | Director         | Guionistes     | Data d'estrena al Regne Unit | Data d'estrena a Catalunya |
| 30 | 1 | Possession           | William McGregor | Howard Overman | 23 d'octubre de 2013         | -                          |
| 31 | 2 | The Dark side        | William McGregor | Howard Overman | 30 d'octubre de 2013         | -                          |
| 32 | 3 | Phantasmagoria       | William McGregor | Howard Overman | 6 de novembre de 2013        | -                          |
| 33 | 4 | Like a stroke of old | Lawrence Gough   | Jon Brown      | 13 de novembre de 2013       | -                          |
| 34 | 5 | Virtual reality      | Lawrence Gough   | Howard Overman | 20 de novembre de 2013       | -                          |
| 35 | 6 | Death by Compassion  | Lewis Arnold     | Howard Overman | 27 de novembre de 2013       | -                          |
| 36 | 7 | Against all odds     | Lewis Arnold     | Jon Brown      | 4 de desembre de 2013        | -                          |
| 37 | 8 | New Start            | Wayne Yip        | Howard Overman | 11 de desembre de 2013       | -                          |